# Lorena Andrea
Lorena Andrea (Londres, 12 d'abril de 1994) és una actriu britànica. Tot i haver interpretat diversos personatges al cinema a partir del 2015, es feu famosa internacionalment el 2020 gràcies a la seva interpretació de la monja Lilith a la sèrie de Netflix: Warrior Nun. A més de l'anglès, té com a llengua materna l'espanyol ja que té orígens espanyols i colombians.

## Filmografia

### Pel·lícules
| Any  | Títol         | Personatge |
| ---- | ------------- | ---------- |
| 2017 | Papillon      | Lali       |
| 2017 | Unhinged      | Thalia     |
| 2018 | Jesters       | Sofia      |
| 2019 | No Man's Land | Lotsee     |

### Sèries de televisió
| Any  | Títol       | Personatge   | Comentaris |
| ---- | ----------- | ------------ | ---------- |
| 2020 | Warrior Nun | Monja Lilith | 9 episodis |